# 布拉克桑山
ブラクサン山（ブラクサンさん）は、台湾の花蓮県卓渓郷と台東県の境界部にある標高3,036mの山であ。別称は武拉姑散山。

## 概要
布拉克桑山は三叉山と舞楽山のほぼ中間、中央山脈から東南に延びる支脈上に位置し、台湾百岳の中で98位だった。